# Niederems
Niederems ist ein Ortsteil der Gemeinde Waldems im südhessischen Rheingau-Taunus-Kreis. Zu diesem Ortsteil gehört der Weiler Reinborn.

## Geographie
Der Ort liegt im östlichen Hintertaunus des Naturpark Rhein-Taunus. Durch den Ort verläuft die Bundesstraße 275.

## Geschichte
Der Ort wird erstmals urkundlich im Jahre 1274 erwähnt. Der im Nordosten gelegene Ringwall „Burg“ deutet allerdings eine frühmittelalterliche Besiedlung der Gegend an.
Im Zuge der Gebietsreform in Hessen wurde die Gemeinde Niederems am 1. August 1972 durch Gesetz mit fünf Nachbargemeinden aus dem Untertaunuskreis und dem Landkreis Usingen zur neuen Gemeinde Waldems zusammengeschlossen. Wie für jeden Ortsteil wurde durch die Hauptsatzung auch für Niederems ein Ortsbezirk mit Ortsbeirat und Ortsvorsteher eingerichtet.

## Kulturdenkmäler
Für die denkmalgeschützten Kulturdenkmäler des Ortes siehe Liste der Kulturdenkmäler in Niederems.
Im Osten des Ortes befindet sich der Aussichtspunkt Isberg-Tempelchen auf einem Ausläufer des 394 Meter hohen Isberges, der wiederum eine Nebenkuppe des 465 Meter hohen Berges Heißer Kopf ist. Laut einer Hinweistafel vor Ort, gab es dort bereits seit Ende der 1920er Jahre einen Aussichtspavillon „für die in Niederems weilenden Sommerfrischler“, welcher alsbald Tempelchen genannt und 1952 sowie 1993 renoviert worden ist. 
Sehenswert sind die barocke Kirche am Friedhof von Reinborn und die über 1100 Jahre alte Linde, die unter Denkmalschutz gestellt wurde. In der Nähe der Linde befindet sich ein Hügelgrab.

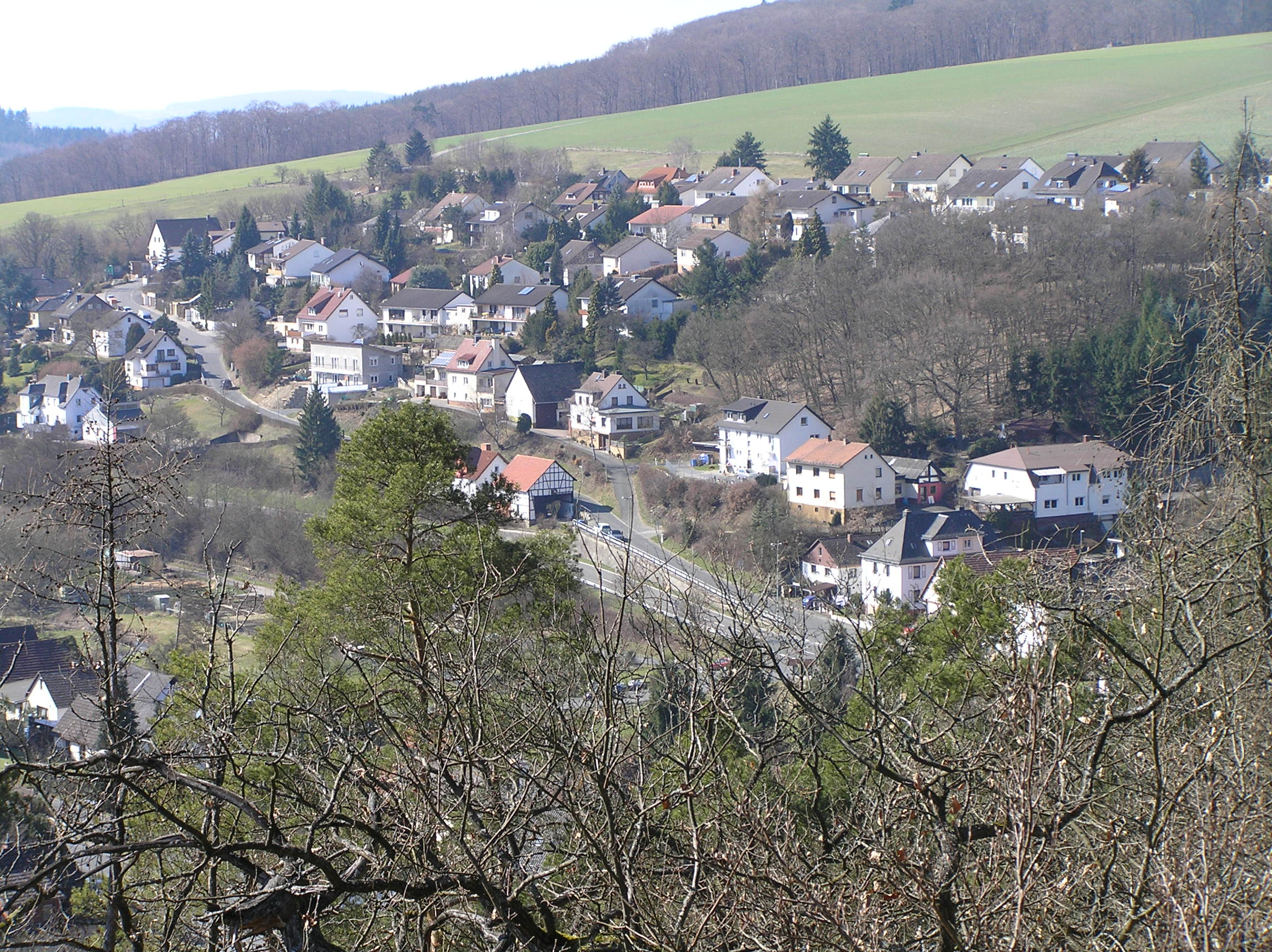
Der Ort
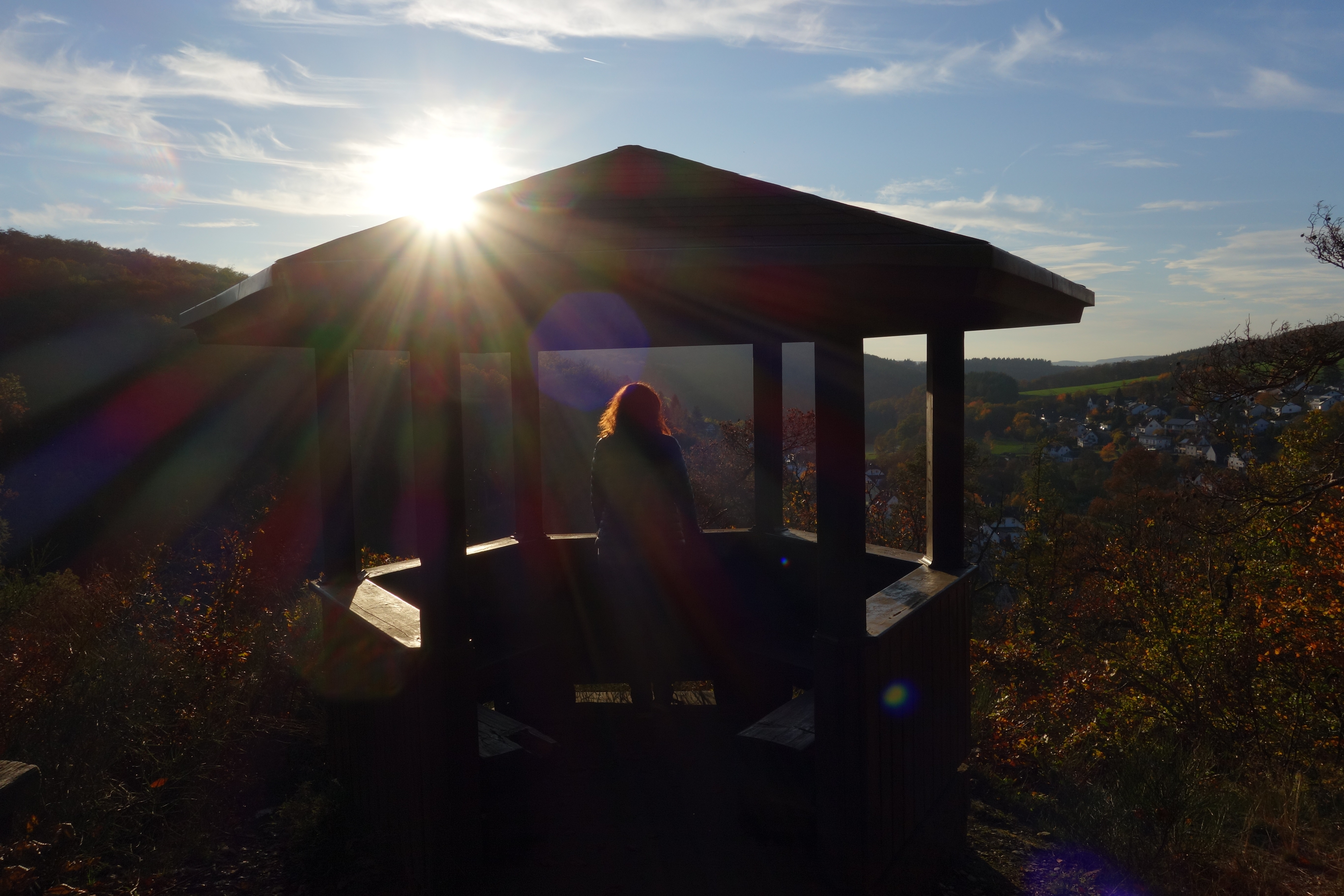
Aussichtspunkt Isberg-Tempelchen
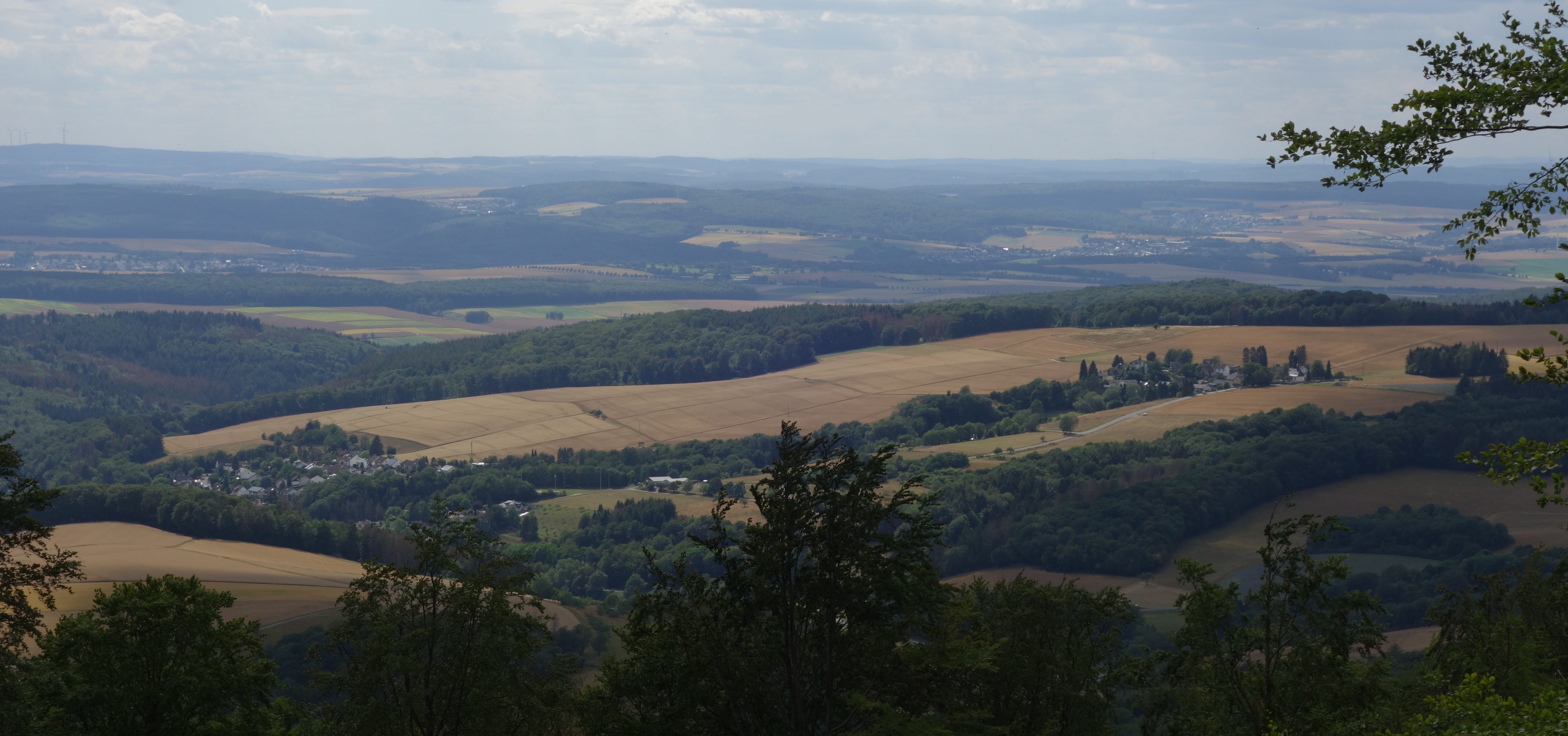
Blick vom Windhain auf Niederems (links) und den Weiler Reinborn; links über Niederems ist der Idsteiner Ortsteil Wörsdorf erkennbar.
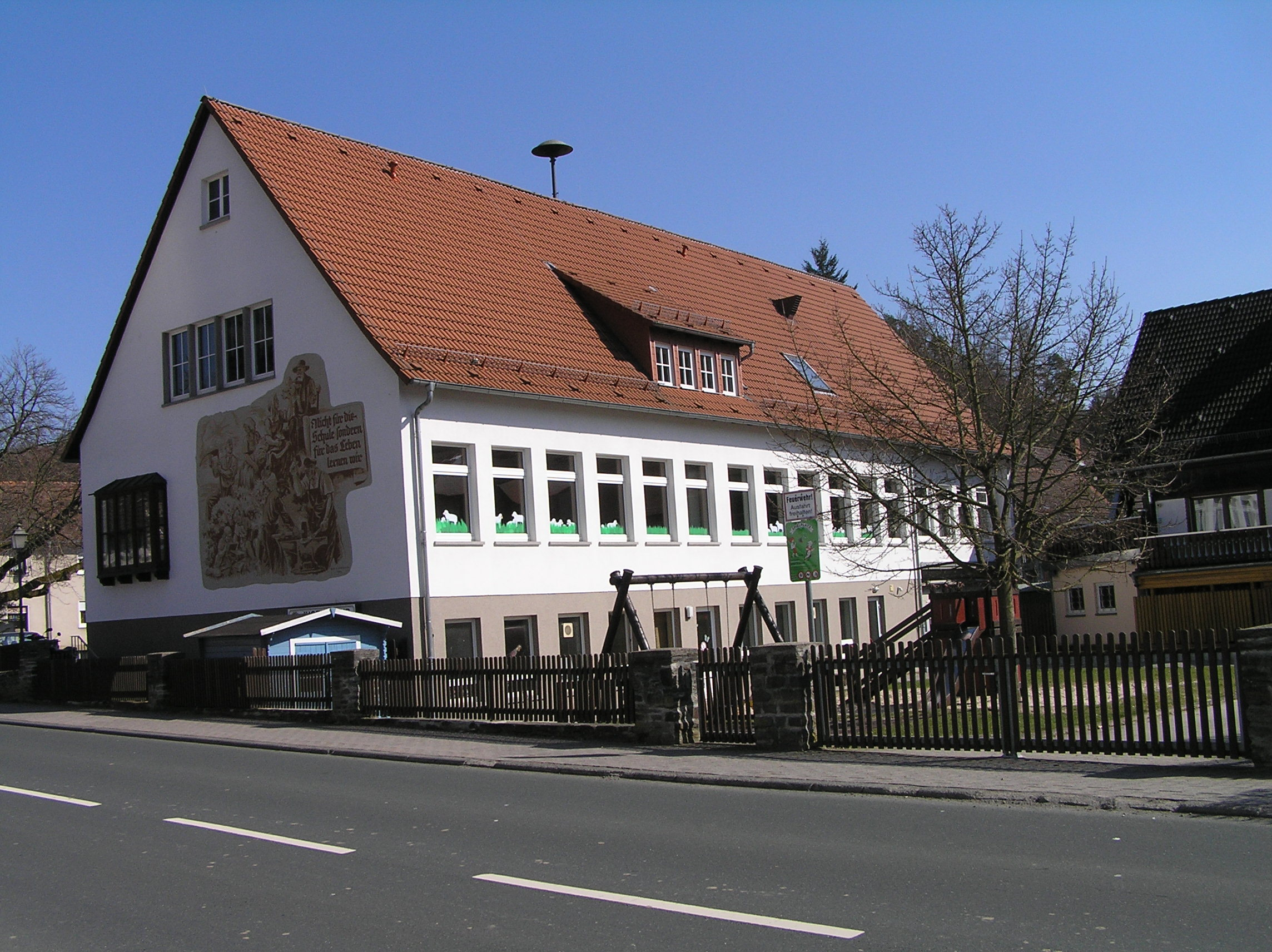
Die ehemalige Schule, heute Kindergarten